# Abies chengii
Abies chengii es una especie de conífera perteneciente a la familia Pinaceae. Posiblemente solo se encuentra en China.

## Descripción
Abies chengii crece como un árbol de hoja perenne, alcanzando un tamaño de 20 metros de altura. La corteza es gris y  lisa. La corteza de las ramas jóvenes es primero de color caoba y se vuelve más tarde naranja-marrón.
La hoja es de aguja de 1,5 a 6 centímetros de largo y una anchura de 2,5 a 3 milímetros. La punta de la aguja es de color verde oscuro brillante. La base de la aguja es de color verde pálido a verde blancuzco. Las agujas están dispuestas en forma de V en las ramas. Los conos inmaduros son de color púrpura, los maduros de color marrón.

## Taxonomía
Abies chengii fue descrita por Douglas ex J.Forbes y publicado en The Gardeners' Chronicle, ser. 3 65: 150. 1919.
Etimología
Abies: nombre genérico que viene del nombre latino de Abies alba.
chengii: epíteto
Sinonimia
- Abies forrestii var. chengii (Rushforth) Silba[4][5]